# Žolík

Karetní žolík

Žolík je hrací karta s vyobrazeným šaškem, která se nachází ve většině moderních karetních sad, kde doplňuje čtyři standardní karetní barvy. Žolík má původ ve Spojených státech amerických v době občanské války (60. léta 19. století). Vytvořen byl jako trumfová karta pro hru euchre. Od té doby byl začleněn do řady dalších karetních her, kde může sloužit jako divoká karta. V rámci francouzské sady karet je žolík jedinečný tím, že nemá celosvětově sjednocený vzhled.